# Атвуд (Іллінойс)
Атвуд (англ. Atwood) — селище (англ. village) в США, в округах Піатт і Дуглас штату Іллінойс. Населення — 1116 осіб (2020).

## Географія
Атвуд розташований за координатами 39°47′57″ пн. ш. 88°27′45″ зх. д. / 39.79917° пн. ш. 88.46250° зх. д. (39.799231, -88.462591).  За даними Бюро перепису населення США в 2010 році селище мало площу 1,62 км², уся площа — суходіл.

## Демографія
Згідно з переписом 2010 року, у селищі мешкали 1224 особи в 522 домогосподарствах у складі 343 родин. Густота населення становила 756 осіб/км².  Було 570 помешкань (352/км²).
Расовий склад населення:
| - 98,4 % — білих - 0,3 % — чорних або афроамериканців - 0,1 % — азіатів |

До двох чи більше рас належало 0,3 %. Частка іспаномовних становила 1,4 % від усіх жителів.
За віковим діапазоном населення розподілялося таким чином: 23,3 % — особи молодші 18 років, 56,7 % — особи у віці 18—64 років, 20,0 % — особи у віці 65 років та старші. Медіана віку мешканця становила 42,3 року. На 100 осіб жіночої статі у селищі припадало 90,7 чоловіків;  на 100 жінок у віці від 18 років та старших — 90,1 чоловіків також старших 18 років.
Середній дохід на одне домашнє господарство  становив 59 662 долари США (медіана — 51 042), а середній дохід на одну сім'ю — 68 206 доларів (медіана — 55 556). Медіана доходів становила 51 136 доларів для чоловіків та 36 667 доларів для жінок. За межею бідності перебувало 2,1 % осіб, у тому числі 0,0 % дітей у віці до 18 років та 4,5 % осіб у віці 65 років та старших.
Цивільне працевлаштоване населення становило 557 осіб. Основні галузі зайнятості: виробництво — 18,1 %, освіта, охорона здоров'я та соціальна допомога — 16,5 %, роздрібна торгівля — 12,2 %, транспорт — 10,2 %.